# Blanco (berg)
Blanco är ett berg i Antarktis. Det ligger i Sydshetlandsöarna. Argentina, Chile och Storbritannien gör anspråk på området. Toppen på Blanco är 975 meter över havet.
Terrängen runt Blanco är huvudsakligen kuperad, men åt sydost är den platt. Havet är nära Blanco åt sydost. Blanco är den högsta punkten i trakten. Trakten är obefolkad. Det finns inga samhällen i närheten.